# Once Upon a Dream
Once Upon a Dream (englisch für „Einmal in einem Traum“) ist ein Duett der US-amerikanischen Sänger Mary Costa und Bill Shirley.

## Entstehung und Veröffentlichung
Komponiert wurde das Lied von Sammy Fain und Jack Lawrence. Das Lied diente als Soundtrack für den Walt Disney Animationsfilm Dornröschen. Die Erstveröffentlichung fand 1959 auf dem dazugehörigen Sampler zum Dornröschen-Film statt. Eine Singleveröffentlichung fand nicht statt. Das Lied wurde unter dem Musiklabel Disneyland veröffentlicht.

## Inhalt
Der Liedtext zu Once Upon a Dream ist in englischer Sprache verfasst, auf Deutsch übersetzt bedeutet der Titel „Einmal in einem Traum“. Der Text wurde gemeinsam von Sammy Fain und Jack Lawrence verfasst. Die Musik basiert auf Pjotr Iljitsch Tschaikowskis 1890 uraufgeführtem Stück Dornröschen, spezifischer aus dem dritten Akt Auroras Hochzeit. Musikalisch bewegt sich der Song im Bereich der Popmusik.
| „I Know You, I Walked with You Once Upon a Dream. I Know You, That Look in Your Eyes Is So Familiar a Gleam, and I Know It’s True That Visions are Seldom All They Seem, but If I Know You, I Know What You’ll Do. You’ll Love Me at Once, the Way You Did Once Upon a Dream.“ – Auszug aus Once Upon a Dream (Original) | „Ich kenne dich, ich ging mit dir einmal in einem Traum spazieren. Ich kenne dich, dieser Blick in deinen Augen ist so vertraut, ein Schimmer; doch ich weiß, es ist wahr, dass Visionen selten alles sind, was sie scheinen; aber wenn ich dich kenne, werde ich wissen, was du tun wirst. Du wirst mich sofort lieben, wie du es einmal in einem Traum getan hast.“ – Auszug aus Once Upon a Dream (Übersetzung) |

## Coverversionen

### Lana Del Rey
2014 coverte die US-amerikanische Popsängerin Lana Del Rey den Song. Das Stück ist ein Teil des Soundtracks zu Maleficent – Die dunkle Fee.
Entstehung und Veröffentlichung
Geschrieben wurde das Lied von Sammy Fain und Jack Lawrence. Produziert wurde die Single von Dan Heath. Auf dem Cover der Single ist, wie bei allen Singleveröffentlichungen, das Werbebild zum Film Maleficent – Die dunkle Fee zu sehen, mit der Aufschrift des Künstlers und des Liedtitels. Die Erstveröffentlichung der Single fand am 26. Januar 2014, in den Vereinigten Staaten, statt. Die Veröffentlichung in Deutschland, Österreich und der Schweiz folgte einen Tag später am 27. Januar 2014. Das Lied wurde nur als einzelne Download-Single veröffentlicht. In der ersten Veröffentlichungswoche war das Lied noch zum kostenlosen Download bei Google Play erhältlich. Ab dem 4. Februar 2014 war Once Upon a Dream nur noch zum Kauf erhältlich. Angelina Jolie spielt die Hauptrolle im Film und suchte Del Rey selbst als Sängerin für das Lied aus.
Rezensionen
Das US-amerikanische Forbes Magazine nannte das Lied „launisch und unauffällig“. Stereogum hingegen beschrieb Del Reys Version als „schwärmend und abgefahren“. Hypable beschrieb diese Version als „viel düsterer“ als das Original und hob den „leichten Radio-Effekt“ hervor, die Stimme nennen sie „unvergesslich“. Complex halten diese Interpretation für „düster und unheimlich“ im Vergleich zum Original.
Kommerzieller Erfolg
Once Upon a Dream erreichte im Vereinigten Königreich Rang 60 der Singlecharts und konnte sich drei Wochen in den Charts platzieren. Für Lana Del Rey ist es als Interpretin der zehnte Charterfolg in Großbritannien. Am 7. Oktober 2021, sieben Jahre nach der Erstveröffentlichung, wurde Once Upon a Dream mit einer Platin-Schallplatte für eine Million verkaufte Einheiten in den Vereinigten Staaten ausgezeichnet, obwohl sich das Lied nicht in den Billboard Hot 100 platzieren konnte.
| ChartsChartplatzierungen     | Höchstplatzierung | Wochen |
| ---------------------------- | ----------------- | ------ |
| Vereinigtes Königreich (OCC) | 60 (3 Wo.)        | 3      |

| Land/Region                  | Auszeichnungen für Musikverkäufe (Land/Region, Auszeichnung, Verkäufe) | Verkäufe  |
| ---------------------------- | ---------------------------------------------------------------------- | --------- |
| Australien (ARIA)            | Gold                                                                   | 35.000    |
| Vereinigte Staaten (RIAA)    | Platin                                                                 | 1.000.000 |
| Vereinigtes Königreich (BPI) | Silber                                                                 | 200.000   |
| Insgesamt                    | 1× Silber · 1× Gold · 1× Platin ·                                      | 1.235.000 |

### Weitere Coverversionen
- 2003: No Secrets
- 2008: Emily Osment